# 기타노촌 (오사카부 니시나리군)
기타노촌(일본어: 北野村)은 일찍이 일본 셋쓰국・오사카부 니시나리군에 존재했던 촌이다. 현재의 오사카시 기타구 중부에 해당하며, 우메다 번화가의 동쪽이다.

## 역사
- 1889년 4월 1일 - 기타노촌이 단독으로 정촌제를 시행하였다.
- 1897년 4월 1일 - 오사카시 제1차 시역 확장에 의해 오사카시에 편입해 기타구가 되었다.

## 교통

### 철도
현재는 한큐전철 우메다역이 구촌 지역에 위치하고 있지만, 당시에는 미개업 상태였다.

## 참고문헌
- 『角川日本地名大辞典 27 大阪府』（角川書店、1983年） ISBN 978-4-04-001270-4